# Pikiran Rakyat
Pikiran Rakyat – indonezyjski dziennik regionalny z siedzibą w Bandungu. Jego pierwszy numer ukazał się w 1966 roku. Według danych z 1977 r. nakład pisma wynosi 20 tys. egzemplarzy.